# Kill Bill (SZA)
Kill Bill è un singolo della cantautrice statunitense SZA, pubblicato il 10 gennaio 2023 come quinto estratto dal secondo album in studio SOS.
Alla 66ª edizione dei Grammy Award, il brano ha ricevuto le candidature alla registrazione dell'anno, canzone dell'anno e alla miglior interpretazione R&B.

## Descrizione
Il titolo e il testo del brano traggono ispirazione dalla saga cinematografica composta dai film Kill Bill: Volume 1 (2003) e Volume 2 (2004), entrambi diretti da Quentin Tarantino.

## Video musicale

### Antefatti e retroscena
Tramite Twitter, il 29 dicembre 2022 SZA ha espresso la sua gratitudine per la calorosa accoglienza di Kill Bill da parte dei fan postando un trailer di 20 secondi del video ufficiale, dopo aver accennato alla sua creazione circa una settimana prima in un'intervista con Entertainment Weekly. Il video è stato diretto da Christian Breslauer e prodotto da Luga Podesta tramite la sua compagnia London Alley Entertainment. Il video è stato caricato su YouTube lo stesso giorno della pubblicazione radiofonica statunitense del singolo, l'11 gennaio 2023.
Per il video di Kill Bill, SZA ha voluto sviluppare una trama più dettagliata rispetto ai suoi video passati i quali, nonostante avessero una storia dietro, non seguivano una narrazione lineare. Per questo motivo il video risultante è un breve film d'azione ispirato alla saga cinematografica di Kill Bill. Il video, infatti, condivide con la dilogia alcuni aspetti della trama, ricreando anche alcune scene dei film. Per creare un legame ancora più forte con i film, l'attrice Vivica A. Fox, che aveva interpretato Vernita Green, appare nel video in un cameo. La stessa SZA, infatti, impersona il personaggio di Uma Thurman (la protagonista dei film nel ruolo di Beatrix Kiddo alias La Sposa) indossando una tuta rossa e nera, simile a quella iconica gialla e nera del film, e utilizzando una katana come arma da combattimento.
La pre-produzione del video è iniziata a metà dicembre 2022, quando Top Dawg ha commissionato alla London Alley di produrre il video. La lavorazione è iniziata sei giorni dopo. Le riprese sono avvenute il giorno prima lo stop natalizio della compagnia e tutte le scene sono state completate in 20 ore circa, un tempo molto più ristretto rispetto ai due-tre giorni impiegati per video musicali di simile portata.
SZA ha avuto un ruolo cruciale nella direzione creativa del video, infatti la maggior parte delle acrobazie che si vedono nel film sono state eseguite dalla cantante in persona. Come già fatto in altri suoi video musicali, la cantante ha inserito a scopo promozionale, sia all'inizio sia alla fine del video, frammenti di altri brani contenuti nell'album. Il video di Kill Bill, infatti, si apre con Nobody Gets Me in sottofondo alla radio e si chiude con una breve scene in cui la cantante recite sulle note di un'altra traccia di SOS, Seek & Destroy. La scelta di utilizzare Seek & Destroy in chiusura del video di Kill Bill è dettata anche dalle parole del brano che recitano «l'ho dovuto fare», come fosse concettualmente collegato e utilizzato per esaltare la celebrazione della vendetta di SZA e la gloria ottenuta.

### Sinossi
Il video è fortemente ispirato ai film di Kill Bill dall'inizio alla fine. La scena iniziale si apre con l'inquadratura di una roulotte, all'interno della quale vivono SZA e il suo fidanzato. Lo scenario rimanda all'abitazione di Budd, un altro nemico giurato di Beatrix Kiddo, che si vede nei film. Il video si sposta poi all'interno della roulotte dove SZA sta cucinando e vede il suo ragazzo avvicinarsi con un peluche e una lettera che fa presagire la separazione tra i due. Il suo fidanzato esce dalla roulotte e ordina ai suoi scagnozzi di sparare per ucciderla. Credendola morta, l'ex fidanzato lascia la zona e SZA viene vista uscire contusa dalla roulotte. Si intravedono le luci di una macchina giungere verso la cantante, la quale ci si appresta a salire: alla guida è l'attrice Vivica A. Fox che compare in un cameo per rendere il rapporto con i film ancora più vivido. Il personaggio interpretato dalla Fox la porta in un magazzino dove SZA inizia ad architettare la sua vendetta. Nelle scene successive, SZA indossa l'iconica tuta rossonera, prende una katana con la quale decapita un manichino e salta in sella a una moto per andare a cercare il suo ex fidanzato e ucciderlo.
Nella scena seguente SZA giunge in un luogo analogo alla Casa delle foglie blu vista nei film della serie, un bar giapponese che è anche il quartier generale di O-Ren Ishii, uno degli assassini delle Vipere Mortali. La cantante viene vista combattere con diverse guardie del corpo della yakuza, uccidendole una a una, per poi entrare in una stanza dove affronterà il suo ex fidanzato. La scena seguente è stata aggiunta in post-produzione in uno stile anime, una scena che allude alla sequenza animata che introduce la storia di O-Ren Ishii nel Volume 1. Il video si conclude con SZA che si avvicina all'uomo, gli strappa il cuore a mani nude e lo lecca, concludendo la sua vendetta. Immediatamente dopo viene mostrata una SZA nuda e legata, che penzola dal soffitto, mentre interpreta il brano Seek & Destroy.

## Tracce
Testi di Solána Imani Rowe, musiche di Rob Bisel e Carter Lang.
Download digitale – 1ª versione
1. Kill Bill – 2:33
2. Kill Bill (Sped Up Version) – 2:17
3. Kill Bill (Instrumental) – 2:33
4. Kill Bill (Vocals) – 2:33

Download digitale – Acoustic
1. Kill Bill (Acoustic) – 2:48

Download digitale – 2ª versione
1. Kill Bill (feat. Doja Cat) – 2:55

## Remix
Kiss Me More ha rappresentato la prima collaborazione tra SZA e Doja Cat, ed è stato estratto come primo singolo dal terzo album in studio di Doja Cat, Planet Her (2021). Shirt, il terzo singolo estratto da SOS, sarebbe dovuta originariamente essere una collaborazione tra le due cantanti. Tre mesi dopo che SZA dichiarò che Shirt avrebbe visto la partecipazione di Doja Cat, il presidente della casa discografica di SZA, Terence Punch ha dichiarato a Complex che Doja non sarebbe apparsa nella versione originale di Shirt ma in una versione remix. In seguito, a causa di un intervento alle corde vocali a cui si è sottoposta Doja Cat, non è stato possibile realizzare il remix anticipato.  SZA ha augurato pronta guarigione alla collega, sperando di poter collaborare di nuovo insieme in progetti futuri.
Il 14 aprile 2023, Doja Cat ha taggato SZA su Instagram, in un post in cui era stata aggiunta la didascalia "9 PM.", facendo supporre una possibile collaborazione in arrivo. Su Twitter, le due artiste hanno avuto un botta e risposta pubblico. Doja Cat ha scritto a SZA "sorella... ho fatto qualcosa di sbagliato", al quale SZA ha risposto con "Oddio.. cosa?". Il remix di Kill Bill, che vede la partecipazione di Doja Cat, è stato pubblicato a sorpresa lo stesso giorno alle ore 21. Unitamente alla canzone, è stato caricato su YouTube un video musicale in versione animata che vede una Doja Cat pixelata che utilizza una catena da prigione per combattere i nemici.

## Successo commerciale
Kill Bill è stato da subito un successo sui servizi streaming, passando due settimane in vetta alla Billboard Global 200 e quattro settimane alla Streaming Songs statunitense. È divenuta la prima canzone di SZA a raggiungere la prima posizione nella Billboard Global 200, riuscendoci a inizio gennaio 2023, spinta da circa 64 milioni di streaming internazionali. Tre settimane prima di raggiungere la vetta, Kill Bill aveva debuttato nella Top 5 della Billboard Global 200 con circa 57,9 milioni di streaming, dei quali 36,9 solo negli Stati Uniti. Grazie a questi numeri, "Kill Bill" ha debuttato direttamente in vetta alla Streaming Songs statunitense nella settimana del 24 dicembre 2022, rappresentando la sua prima numero uno in tale classifica. Inoltre, la canzone è stata la prima canzone non natalizia a fare ingresso direttamente in cima alla classifica durante il periodo natalizio. Secondo il Global Music Report 2024 redatto dalla IFPI, Kill Bill è stato il terzo brano con il maggior numero di streaming ottenuti a livello mondiale, con 1,84 miliardi di stream accumulati. In base alle statistiche raccolte da Spotify, il brano è stato il secondo con il maggior numero di streaming registrati sulla piattaforma.

### America del Nord
Aumentati i passaggi radiofonici negli Stati Uniti, Kill Bill ha raggiunto la Top 10 della Radio Songs, primo singolo da solista di SZA a riuscirci. Dopo Kiss Me More e I Hate U nel 2021, è diventata la sua terza canzone, e la più veloce, a raggiungere la vetta della Rhythmic Airplay. Grazie all'aumento delle posizioni nella rhythmic radio, così come nelle radio urban e pop, Kill Bill ha fatto ingresso nella Top 5 della Radio Songs con 71.5 milioni di passaggi radiofonici. La canzone è diventata la sua seconda numero nella Pop Airplay, dopo Kiss Me More in collaborazione con Doja Cat, e la sua prima da solista.
Grazie a Kill Bill e Nobody Gets Me, altro singolo estratto dall'album SOS, SZA ha ottenuto la sua sesta e settima top 10 negli Stati Uniti. Con Kill Bill, che ha debuttato alla numero tre nella settimana del 22 dicembre 2022, SZA ha ricevuto il suo più alto debutto nella Billboard Hot 100. La canzone ha speso otto settimane non consecutive alla numero due prima di raggiungere il podio, bloccata prima da Anti-Hero di Taylor Swift, poi da Flowers di Miley Cyrus e poi da Last Night di Morgan Wallen. Kill Bill è anche diventata la canzone di SZA con la più alta posizione in classifica, sorpassando Kiss Me More che aveva raggiunto la terza posizione nel 2021. Nella settimana del 29 aprile 2023, Kill Bill ha raggiunto la numero uno della Hot 100, accumulando 18 settimane nella top 10. Sulla Hot R&B/Hip-Hop Songs, Kill Bill è diventato il secondo debutto in vetta della cantante, dopo I Hate U, passando 21 settimane in prima posizione e diventando l'artista donna, e l'artista in generale, con la più lunga permanenza in cima a tale classifica, battendo il record di 20 settimane ottenuto nel 2019 da Old Town Road di Lil Nas X e Billy Ray Cyrus.
In Canada, Kill Bill ha debuttato alla numero 5 per poi raggiungere la numero 3.

### Europa
A metà dicembre 2022, Kill Bill ha debuttato nella Top 15 della UK Singles Chart. All'inizio del 2023 è diventata la prima canzone della cantante a entrare nella Top 10 britannica, non appena le canzoni natalizie hanno abbandonato la classifica a inizio gennaio. Nello stesso periodo ha raggiunto la numero 3 anche in Irlanda; la settimana successiva, Kill Bill ha raggiunto il picco nella UK Singles Chart, posizionandosi alla numero 3, con 35.780 copie vendute in quella settimana. Insieme a  Kiss Me More, è la canzone di SZA con la più alta posizione nella classifica britannica. Nel resto d'Europa, Kill Bill ha raggiunto la Top 20 nella regione scandinava, in Lituana, Portogallo, Slovacchia, Svizzera, Ungheria, Olanda, Germania e Austria. In Italia la canzone ha avuto una rilevanza marginale, raggiungendo solo la posizione 78 della FIMI.

### Resto del mondo
La canzone ha raggiunto la Top 5 in diverse classifiche dell'area dell'Asia-Pacifico e delle regioni del Medio Oriente e Nord Africa (MENA). Kill Bill è stata diverse settimana alla numero uno in Nuova Zelanda e Singapore e, nella classifica dei singoli internazionali malesiana, è stata la più alta in classifica per più di una settimana. Ha raggiunto la numero uno anche in Indonesia e nelle Filippine, e ha raggiunto la numero 3 e la numero 4 rispettivamente in Vietnam e nella classifica regionale della MENA. Kill Bill è diventata la prima numero uno di SZA in Australia, dove è stata certificata due volte platino per aver venduto più di 140.000 copie. È stata certificata platino anche in Nuova Zelanda per aver venduto più di 30.000 unità.

## Classifiche

### Classifiche settimanali
| Classifica (2022-23)  | Posizione massima |
| --------------------- | ----------------- |
| Australia             | 1                 |
| Austria               | 19                |
| Belgio (Fiandre)      | 40                |
| Belgio (Vallonia)     | 50                |
| Canada                | 3                 |
| Corea del Sud         | 96                |
| Croazia               | 22                |
| Danimarca             | 7                 |
| Filippine             | 1                 |
| Finlandia             | 16                |
| Francia               | 34                |
| Germania              | 17                |
| Grecia                | 4                 |
| Hong Kong             | 22                |
| India                 | 12                |
| Indonesia             | 1                 |
| Irlanda               | 3                 |
| Islanda               | 3                 |
| Israele               | 28                |
| Italia                | 78                |
| Lettonia              | 4                 |
| Lituania              | 2                 |
| Lussemburgo           | 9                 |
| Malaysia              | 1                 |
| Medio Oriente         | 3                 |
| Norvegia              | 5                 |
| Nuova Zelanda         | 1                 |
| Paesi Bassi           | 15                |
| Panama                | 34                |
| Paraguay              | 141               |
| Polonia               | 23                |
| Portogallo            | 5                 |
| Regno Unito           | 3                 |
| Repubblica Ceca       | 23                |
| Repubblica Dominicana | 39                |
| Singapore             | 1                 |
| Slovacchia            | 10                |
| Spagna                | 80                |
| Stati Uniti           | 1                 |
| Svezia                | 5                 |
| Svizzera              | 12                |
| Ungheria              | 15                |
| Vietnam               | 4                 |

### Classifiche di fine anno
| Classifica (2023) | Posizione |
| ----------------- | --------- |
| Australia         | 3         |
| Austria           | 73        |
| Brasile           | 156       |
| Canada            | 6         |
| Danimarca         | 35        |
| Francia           | 105       |
| Germania          | 82        |
| Islanda           | 14        |
| Norvegia          | 18        |
| Paesi Bassi       | 33        |
| Polonia           | 86        |
| Portogallo        | 18        |
| Regno Unito       | 7         |
| Stati Uniti       | 3         |
| Svezia            | 34        |
| Svizzera          | 43        |
| Classifica (2024) | Posizione |
| Australia         | 69        |
| Filippine         | 56        |
| Nuova Zelanda     | 46        |
| Portogallo        | 188       |

## Riconoscimenti
- BET Awards[134]
  - 2023 – Video dell'anno
  - 2023 – Candidatura al Viewer's Choice
- Billboard Music Award[135][136]
  - 2023 – Miglior canzone R&B
  - 2023 – Candidatura alla Miglior canzone
  - 2023 – Candidatura alla Miglior canzone in streaming
  - 2023 – Candidatura alla Miglior canzone globale
- Grammy Awards[23][137]
  - 2024 – Candidatura alla Registrazione dell'anno
  - 2024 – Candidatura alla Canzone dell'anno
  - 2024 – Candidatura alla Miglior interpretazione R&B
- iHeartRadio Music Awards[138][139]
  - 2024 – Canzone dell'anno
  - 2024 – Candidatura alla Canzone pop dell'anno
  - 2024 – Candidatura al Miglior video musicale
- MTV Video Music Awards[140][141]
  - 2023 – Candidatura al Video dell'anno
  - 2023 – Candidatura alla Canzone dell'anno
  - 2023 – Candidatura alla Miglior regia
  - 2023 – Candidatura al Miglior montaggio
  - 2023 – Candidatura alla Canzone dell'estate
- MTV Europe Music Awards[142]
  - 2023 – Candidatura al Miglior canzone
  - 2023 – Candidatura al Miglior video
- Soul Train Music Award[143][144]
  - 2023 – Candidatura al Canzone dell'anno
  - 2023 – Candidatura al Video dell'anno
  - 2023 – Candidatura all'Ashford & Simpson Songwriter
- UK Music Video Awards[145][146]
  - 2023 – Candidatura al Miglior video R&B/soul internazionale

## Date di pubblicazione
| Paese                 | Data            | Formato                                           | Nota    |
| --------------------- | --------------- | ------------------------------------------------- | ------- |
| Stati Uniti d'America | 10 gennaio 2023 | Contemporary hit radio                            | [ 147 ] |
| Stati Uniti d'America | 10 gennaio 2023 | Rhythmic contemporary radio                       | [ 148 ] |
| Stati Uniti d'America | 10 gennaio 2023 | Urban contemporary radio                          | [ 149 ] |
| Mondo                 | 13 gennaio 2023 | Download digitale, streaming                      | [ 150 ] |
| Italia                | 3 febbraio 2023 | Contemporary hit radio                            | [ 151 ] |
| Mondo                 | 14 aprile 2023  | Download digitale, streaming (Remix con Doja Cat) | [ 152 ] |
| Italia                | 14 aprile 2023  | Radio (Remix con Doja Cat)                        | [ 153 ] |